# 츠바이겐 가나자와
츠바이겐 가나자와(일본어: ツエーゲン金沢)는 일본 이시카와현 가나자와시를 연고로 하는 축구 클럽으로 2006년에 창단되었으며 팀명은 독일어로 2를 뜻하는 zwei와 나아가다를 뜻하는 gehen의 합성어이다.

## 선수 명단

### 현역
참고: FIFA 자격 규정에 따라 소속된 국가대표팀 국기를 표시합니다. 선수는 복수의 FIFA 비회원국 국적을 가지고 있을 수 있습니다.
| 번호 | 포지션 | 국적 | 이름          |
| ---- | ------ | ---- | ------------- |
| 19   | FW     |      | 도요다 요헤이 |

| 번호 | 포지션 | 국적 | 이름              |
| ---- | ------ | ---- | ----------------- |
| 77   | FW     |      | 말리슨            |
| 95   | FW     |      | 제페르송 바이아누 |

## 역대 감독
| 감독            | 임기        |
| --------------- | ----------- |
| 모리시타 히토시 | 2012 ~ 2016 |